# Віттенум
22°14′23″ пд. ш. 118°20′05″ сх. д. / 22.239722222222° пд. ш. 118.33472222222° сх. д.
Віттенум — колишнє місто в Австралії, за 1420 км від Перта. Його було закрито через відкладення азбесту, що залишилися після видобутку корисних копалин.

## Історія
Про наявність крокідоліту в горах Хамерслі відомо з 1915 року. У 1939 році перша шахта з видобутку цього мінералу відкрилася на місці, яке пізніше стане Віттенумом. Наприкінці 1940-х років місцеві жителі закликали до створення міста навколо шахти. Вона була названа на честь австралійського дослідника Френка Віттенума та отримала статут міста 2 травня 1950 року.
У 1948 році санітарний інспектор Ерік Сейнт повідомив Департамент охорони здоров'я Західної Австралії про можливі проблеми зі здоров'ям, пов'язані з видобутком крокідоліту на шахтах Віттенума, посилаючись на високу концентрацію пилу в повітрі, що створює ризик азбестозу для працівників, які там працюють. Перший випадок мезотеліоми, пов'язаний з шахтами, був зареєстрований у 1962 році у робітника, який працював там з 1948 по 1950 рік. Незважаючи на усвідомлення шкідливого впливу азбестового пилу, видобуток корисних копалин тривав до 1966 року.
У 1966 році компанія CSR Limited закрила шахту міста. У 2006 році розпочався процес видалення назви міста з державних карт та покажчиків, а також модернізація доріг в інших частинах регіону, щоб мінімізувати рух транспорту через місто. У 2019 році парламент Західної Австралії схвалив Закон про закриття Віттенума 2019 року, який полегшив примусове вилучення землі у тих, хто все ще там проживає. Станом на грудень 2019 року в цьому районі проживала одна людина.
Незважаючи на попередження уряду, місто продовжує приваблювати любителів екстремального туризму.